# Salacia (plante)
Salacia est un genre de plantes appartenant à la famille des Celastraceae. 
Genre
Synonymes
- Annulodiscus Tardieu[2]
- Dicarpellum (Loes.) A.C. Sm.[2]

## Liste d'espèces
Selon BioLib (24 juillet 2017) :
- Salacia chinensis L.

Selon Catalogue of Life (24 juillet 2017) :
- Salacia acevedoi Lombardi
- Salacia adolfi-friderici Loes. ex Harms
- Salacia agasthiamalana Udayan, Yohannan & Pradeep
- Salacia alata De Wild.
- Salacia alveolata J. Louis ex R. Wilczek
- Salacia alwynii A.M.W. Mennega
- Salacia amplectens A. C. Sm.
- Salacia amplifolia Merrill ex Chun & How
- Salacia aneityensis Guillaumin
- Salacia annettae N. Hallé
- Salacia arborea Peyr.
- Salacia aurantiaca C.Y. Wu
- Salacia bangalensis Vermoesen ex R. Wilczek
- Salacia beddomei Gamble
- Salacia belingana N. Hallé
- Salacia blepharophora Ding Hou
- Salacia brunoniana Wight & Arn.
- Salacia bussei Loes.
- Salacia callensii R. Wilczek
- Salacia caloneura A. C. Sm.
- Salacia capitulata N. Hallé
- Salacia castaneifolia Ridl.
- Salacia cauliflora A. C. Sm.
- Salacia cerasifera Welw. ex Oliv.
- Salacia chinensis L.
- Salacia chlorantha Oliver
- Salacia cochinchinensis Lour.
- Salacia columna N. Hallé
- Salacia confertiflora Merrill
- Salacia congolensis De Wild. & Th. Dur.
- Salacia conrauii Loes.
- Salacia cordata (Miers) A.M.W. Mennega
- Salacia cornifolia Hook. fil.
- Salacia coronata N. Hallé
- Salacia crassifolia (Mart.) G. Don
- Salacia cymosa Elmer
- Salacia debilis (G. Don) Walpers
- Salacia devredii R. Wilczek
- Salacia dewevrei De Wild. & Th. Dur.
- Salacia diandra Thw.
- Salacia dicarpellata Loes.
- Salacia dimidia N. Hallé
- Salacia diplasia N. Hallé
- Salacia disepala (C. T. White) Ding Hou
- Salacia dongnaiensis Pierre
- Salacia dusenii Loes.
- Salacia ekoka J. Louis ex R. Wilczek
- Salacia elegans Welw.
- Salacia elliptica (Mart. ex Roem. & Schult.) G. Don
- Salacia erecta (G. Don) Walp.
- Salacia erythrocarpa K. Schum.
- Salacia euphlebia Merrill
- Salacia eurypetala Loes.
- Salacia exsculpta Korth.
- Salacia ferrifodina N. Hallé
- Salacia fimbrisepala Loes.
- Salacia floribunda Wight.
- Salacia forsteriana Miq.
- Salacia fruticosa Heyne ex M. Lawson
- Salacia gabunensis Loes.
- Salacia gagnepainiana Tardieu
- Salacia gambleana Whiting & Kaul
- Salacia germainii R. Wilczek
- Salacia gerrardii Lam. ex Sprague
- Salacia gigantea Loes.
- Salacia glaucifolia C.Y. Wu
- Salacia godefroyana Pierre
- Salacia grandiflora Kurz
- Salacia grandifolia (Mart.) G. Don
- Salacia hainanensis Chun & How
- Salacia hallei Jongkind
- Salacia hamputensis Pierre
- Salacia hispida Blakelock
- Salacia howesii Hutchinson& M. B. Moss
- Salacia impressifolia (Miers) A. C. Sm.
- Salacia insignis A. C. Sm.
- Salacia intermedia Ding Hou
- Salacia ituriensis Loes.
- Salacia jenkinsii Kurz
- Salacia juruana Loes.
- Salacia kalahiensis Korth.
- Salacia kanukuensis A. C. Sm.
- Salacia khasiana Purkay.
- Salacia kivuensis R. Wilczek
- Salacia klainei Pierre ex R. Wilczek
- Salacia korthalsiana Miq.
- Salacia kraussii (Harv.) Harv.
- Salacia krigsneri Lombardi
- Salacia laotica Pit.
- Salacia lateritia N. Hallé
- Salacia laurentii De Wild.
- Salacia laurifolia Stapf
- Salacia lebrunii R. Wilczek
- Salacia ledermannii (Loes. ex Harms) Ding Hou
- Salacia lehmbachii Loes.
- Salacia lenticellosa Loes.ex Harms
- Salacia leptoclada Tul.
- Salacia letestui Pellegr.
- Salacia letouzeyana N. Hallé
- Salacia leucoclada Ridl.
- Salacia loloensis Loes.
- Salacia longipedicellata Ding Hou
- Salacia longipes (Oliver) N. Hallé
- Salacia lovettii N. Hallé & B. Mathew
- Salacia lucida Oliver
- Salacia luebbertii Loes.
- Salacia maburensis A.M.W. Mennega
- Salacia macrantha A. C. Sm.
- Salacia macrocremastra Lombardi
- Salacia macrophylla Bl.
- Salacia macrosperma Wight
- Salacia madagascariensis (Lam.) DC.
- Salacia maingayi M. Laws.
- Salacia majumdarii (T. Chakrab. & Gang.) Naithani
- Salacia malabarica Gamble
- Salacia mamba N. Hallé
- Salacia mannii Oliver
- Salacia marginata Ding Hou
- Salacia maudouxii R. Wilczek
- Salacia mayumbensis Exell & Mendonca
- Salacia membranacea M. Laws.
- Salacia mennegana Lombardi
- Salacia miegei N. Hallé
- Salacia miqueliana Loes.
- Salacia mosenii A. C. Sm.
- Salacia multiflora (Lam.) DC.
- Salacia myrtifolia Griff.
- Salacia ndakala R. Wilczek
- Salacia negrensis Lombardi
- Salacia nemorosa Lombardi
- Salacia nitida (Benth.) N. E. Br.
- Salacia nitidissima Merrill
- Salacia noronhioides Pierre
- Salacia oblonga Wall. ex Wight & Arn.
- Salacia oblongifolia Bl.
- Salacia obovatilimba S.Y. Pao
- Salacia odorata Lombardi
- Salacia oliveriana Loes.
- Salacia opacifolia (J. F. Macbride) A. C. Sm.
- Salacia orientalis N. Robson
- Salacia ovalis Korth.
- Salacia owabiensis Hoyle
- Salacia pachycarpa A. C. Sm.
- Salacia pallens Pierre
- Salacia pallescens Oliver
- Salacia panamensis Lombardi
- Salacia papuana (Loes.) Ding Hou
- Salacia phuquocensis Tardieu
- Salacia pierrei N. Hallé
- Salacia platyphylla Kurz
- Salacia polyantha Steud.
- Salacia polysperma Hu
- Salacia preussii Loes.
- Salacia pynaertii De Wild.
- Salacia pyriformioides Loes.
- Salacia pyriformis (Sabine) Steud.
- Salacia quadrangulata R. Wilczek
- Salacia regeliana J. Braun & K. Schum.
- Salacia rehmannii Schinz
- Salacia reticulata Wight
- Salacia rhodesiaca Blakelock
- Salacia rivularis J. Louis ex R. Wilczek
- Salacia rostrata Pierre
- Salacia rufescens Hook. fil.
- Salacia salacioides (Roxb.) Rao Rolla & Hemadri
- Salacia senegalensis (Lam.) DC.
- Salacia sessiliflora Hand.-Mazz.
- Salacia smaliana Brandis
- Salacia solimoesensis A. C. Sm.
- Salacia sororia Miq.
- Salacia staudtiana Loes.
- Salacia stuhlmanniana Loes.
- Salacia subalternifolia Merrill & Perry
- Salacia subicterica N. Hallé
- Salacia talbotii E. G.Baker
- Salacia tessmannii Loes.
- Salacia togoica Loes.
- Salacia tortuosa Griff.
- Salacia tuberculata Blakelock
- Salacia typhina Pierre
- Salacia ulei Loes.
- Salacia vellaniana Udayan, Yohannan & Pradeep
- Salacia venosa Ding Hou
- Salacia vernicosa Lombardi
- Salacia verrucosa Wight
- Salacia villiersii N. Hallé
- Salacia viminea Wall.
- Salacia viridiflora J. Louis ex R. Wilczek
- Salacia viridiramis Lombardi
- Salacia vitiensis A. C. Sm.
- Salacia volubilis Loes. & Winkler
- Salacia wenzelii Merrill
- Salacia whytei Loes.
- Salacia wrightii Urb.
- Salacia zenkeri Loes.

Selon GRIN (24 juillet 2017) :
- Salacia amplectens A. C. Sm.
- Salacia chinensis L.
- Salacia cordata (Miers) Mennega
- Salacia crassifolia
- Salacia elliptica (Mart. ex Schult.) G. Don
- Salacia impressifolia
- Salacia laevigata
- Salacia oblonga Wall. ex Wight & Arn.
- Salacia paniculata
- Salacia reticulata Wight
- Salacia scandens

Selon ITIS (24 juillet 2017) :
- Salacia chinensis L.

Selon The Plant List (24 juillet 2017) :
- Salacia alata De Wild.
- Salacia alwynii Mennega
- Salacia amazonica Loes.
- Salacia amplectens A.C.Sm.
- Salacia amplifolia Merr. ex Chun & F.C. How
- Salacia amygdalina Peyr.
- Salacia annettae N. Hallé
- Salacia arborea (Leandro) Peyr.
- Salacia aurantiaca C.Y. Wu
- Salacia bangalensis Vermoesen ex R.Wilczek
- Salacia baumannii Wilczek
- Salacia baumii (Loes.) Exell & Mendonça
- Salacia brasiliensis (Spreng.) G. Don
- Salacia bussei Loes.
- Salacia callensii R. Wilczek
- Salacia caloneura A.C. Sm.
- Salacia cauliflora A.C. Sm.
- Salacia cerasifera Welw. ex Oliv.
- Salacia chinensis L.
- Salacia chlorantha Oliv.
- Salacia chlorion N.Hallé
- Salacia cochinchinensis Lour.
- Salacia confertiflora Merr.
- Salacia congolensis De Wild. & T.Durand
- Salacia conrauii Loes.
- Salacia cordata (Miers) Mennega
- Salacia cornifolia Hook.f.
- Salacia coronata N. Hallé
- Salacia crampeli A.Chev.
- Salacia crassifolia (Mart. ex Schult.) G. Don
- Salacia cuspidata A.C. Sm.
- Salacia debilis (G.Don) Walp.
- Salacia dentata Baker
- Salacia devredii R. Wilczek
- Salacia dicarpellata Loes.
- Salacia dimidia N.Hallé
- Salacia duckei A.C. Sm.
- Salacia dusenii Loes.
- Salacia eckoka Louis ex R.Wilczek
- Salacia elegans Welw. ex Oliv.
- Salacia elliptica (Mart.) G.Don
- Salacia erecta (G.Don) Walp.
- Salacia eurypetala Loes.
- Salacia ferrifodina N. Hallé
- Salacia fimbrisepala Loes.
- Salacia gabunensis Loes.
- Salacia germainii R.Wilczek
- Salacia gerrardii Harv.
- Salacia gigantea Loes.
- Salacia glaucifolia C.Y. Wu
- Salacia glomerata (Mart. ex Schult.) G. Don
- Salacia grandifolia (Mart.) G. Don
- Salacia hainanensis Chun & F.C. How
- Salacia hispida Blakelock
- Salacia howesii Hutch. & M.B. Moss
- Salacia impressifolia (Miers) A.C.Sm.
- Salacia induta Rizzini
- Salacia insignis A.C. Sm.
- Salacia ituriensis Loes.
- Salacia juruana Loes.
- Salacia kanukuensis A.C.Sm.
- Salacia kivuensis R. Wilczek
- Salacia kraussii (Harv.) Harv.
- Salacia laurentii De Wild.
- Salacia lebrunii R.Wilczek
- Salacia lehmbachii Loes.
- Salacia leptoclada Tul.
- Salacia letestui Pellegr.
- Salacia letouzeyana N. Hallé
- Salacia loloensis Loes.
- Salacia lomensis Loes.
- Salacia longipes (Oliv.) N.Hallé
- Salacia lovettii N. Hallé & B. Mathew
- Salacia lucida Oliv.
- Salacia luebbertii Loes.
- Salacia maburensis Mennega
- Salacia macrantha A.C.Sm.
- Salacia macrocremastra Lombardi
- Salacia madagascariensis (Lam.) DC.
- Salacia malabarica Gamble
- Salacia mamba N.Hallé
- Salacia mannii Oliv.
- Salacia maudouxii R. Wilczek
- Salacia mayumbensis Exell & Mendonça
- Salacia mennegana Lombardi
- Salacia miqueliana Loes.
- Salacia mosenii A.C. Sm.
- Salacia multiflora (Lam.) DC.
- Salacia ndakala R. Wilczek
- Salacia negrensis Lombardi
- Salacia nemorosa Lombardi
- Salacia nipensis Britton
- Salacia nitida (Benth.) N.E.Br.
- Salacia obovatilimba S.Y. Bao
- Salacia oleoides Baker
- Salacia oliveriana Loes.
- Salacia opacifolia (J.F.Macbr.) A.C.Sm.
- Salacia orientalis N. Robson
- Salacia ovalifolia (Miers) J.F. Macbr.
- Salacia owabiensis Hoyle
- Salacia pachyphylla (Miers) Peyr.
- Salacia pallescens Oliv.
- Salacia panamensis Lombardi
- Salacia petenensis Lundell
- Salacia polysperma Hu
- Salacia preussii Loes.
- Salacia pynaertii De Wild.
- Salacia pyriformioides Loes.
- Salacia pyriformis (Sabine) Steud.
- Salacia quadrangulata R.Wilczek
- Salacia regeliana J.Braun & K.Schum.
- Salacia rehmannii Schinz
- Salacia rhodesiaca Blakelock
- Salacia rivularis Louis ex R.Wilczek
- Salacia senegalensis (Lam.) DC.
- Salacia sessiliflora Hand.-Mazz.
- Salacia solimoesensis A.C. Sm.
- Salacia spectabilis A.C. Sm.
- Salacia staudtiana Loes. ex Fritsch
- Salacia stuhlmanniana Loes.
- Salacia talbotii Baker f.
- Salacia togoica Loes.
- Salacia tomiensis A.Chev.
- Salacia trigonocarpa Boivin ex Tul.
- Salacia trinervia (Spreng.) G. Don
- Salacia tuberculata Blakelock
- Salacia ulei Loes.
- Salacia uregaensis R.Wilczek
- Salacia volubilis Loes. & Winkl.
- Salacia whytei Loes.
- Salacia wrightii Urb.
- Salacia zenkeri Loes.

Selon Tropicos (24 juillet 2017) (Attention liste brute contenant possiblement des synonymes) :
- Salacia acevedoi Lombardi
- Salacia acreana A.C. Sm.
- Salacia affinis Peyr.
- Salacia africana (Willd.) DC.
- Salacia alata De Wild.
- Salacia alpestris A. Chev.
- Salacia alternifolia Hochst.
- Salacia alwynii Mennega
- Salacia amazonica Loes.
- Salacia amplectens A.C. Sm.
- Salacia amplifolia Merr. ex Chun & F.C. How
- Salacia amygdalina Peyr.
- Salacia angustifolia Scott-Elliot
- Salacia annettae N. Hallé
- Salacia anomala (Miers) Peyr.
- Salacia arborea (Schrank) Peyr.
- Salacia arborescens Rusby
- Salacia arenicola Gosline
- Salacia articulata A.C. Sm.
- Salacia attenuata (Miers) Peyr.
- Salacia aurantiaca C.Y. Wu
- Salacia bailloniana Loes.
- Salacia baumannii Loes.
- Salacia baumii (Loes.) Exell & Mendonça
- Salacia beddomei
- Salacia belingana N. Hallé
- Salacia belizensis Standl.
- Salacia bequaertii De Wild.
- Salacia bipendensis Loes.
- Salacia blainii Millsp.
- Salacia blepharodes Pittier
- Salacia brachypoda (Miers) Peyr.
- Salacia brasiliensis (Spreng.) G. Don
- Salacia brevistaminea Pittier
- Salacia brunoniana Wight & Arn.
- Salacia bullata Mennega
- Salacia bussei Loes.
- Salacia caillei A. Chev. ex Hutch. & M.B. Moss
- Salacia callensii R. Wilczek
- Salacia caloneura A.C. Sm.
- Salacia calypso DC.
- Salacia calypsoides Cambess.
- Salacia camerunensis Loes.
- Salacia campestris (Cambess.) Walp.
- Salacia capitulata N. Hallé
- Salacia catalinensis Rusby
- Salacia cauliflora A.C. Sm.
- Salacia cerasifera Welw. ex Oliv.
- Salacia chinensis L.
- Salacia chlorantha Oliv.
- Salacia chlorion N. Hallé
- Salacia cochinchinensis Lour.
- Salacia cognata (Miers) Peyr.
- Salacia colasi Benoist
- Salacia columna N. Hallé
- Salacia conferta (Miers) Peyr.
- Salacia confertiflora Merr.
- Salacia congestiflora A.C. Sm.
- Salacia congolensis De Wild. & T. Durand
- Salacia conrauii Loes.
- Salacia cordata (Miers) Mennega
- Salacia coriaceae (A.C. Sm.) J.F. Macbr.
- Salacia cornifolia Hook. f.
- Salacia coronata N. Hallé
- Salacia corymbosa Huber
- Salacia crassifolia (Mart. ex Schult.) G. Don
- Salacia cuspidata A.C. Sm.
- Salacia cuspidicoma Loes.
- Salacia cylindrocarpa A.C. Sm.
- Salacia cymosa Elmer
- Salacia dalzielii Hutch. & M.B. Moss
- Salacia debilis (G. Don) Walp.
- Salacia decussata (Ruiz & Pav.) G. Don
- Salacia demeusei De Wild. & Durand
- Salacia dentata Baker
- Salacia devredii R. Wilczek
- Salacia dewildemaniana R. Wilczek
- Salacia diffusiflora (Miers) Peyr.
- Salacia dimidia N. Hallé
- Salacia diplasia N. Hallé
- Salacia distincta Peyr.
- Salacia divaricata A.C. Sm.
- Salacia divergens (A.C. Sm.) J.F. Macbr.
- Salacia doeringii Loes.
- Salacia duckei A.C. Sm.
- Salacia dulcis Benth.
- Salacia dusenii Loes.
- Salacia elegans Welw. ex Oliv.
- Salacia elliotii Wilczek
- Salacia elliptica (Mart.) G. Don
- Salacia emarginata (A.C. Sm.) J.F. Macbr.
- Salacia erecta (G. Don) Walp.
- Salacia erythroxyloides Cambess.
- Salacia euryoides Hutch. & M.B. Moss
- Salacia eurypetala Loes.
- Salacia exsculpta Korth.
- Salacia ferrifodina N. Hallé
- Salacia fimbrisepala Loes.
- Salacia flavescens Kurz
- Salacia floribunda Tul.
- Salacia fluminensis Peyr.
- Salacia forsteniana Miq.
- Salacia fredericqii R. Wilczek
- Salacia fruticosa K. Heyne
- Salacia gagnepainiana Tardieu
- Salacia gambleana Whiting & Kaul
- Salacia germainii R. Wilczek
- Salacia gerrardii Harv.
- Salacia gigantea Loes.
- Salacia gilgiana Loes.
- Salacia glabra (A.C. Sm.) J.F. Macbr.
- Salacia glaucifolia C.Y. Wu
- Salacia gleasoniana A.C. Sm.
- Salacia glomerata (Mart.) G. Don
- Salacia gracilis A.C. Sm.
- Salacia grandiflora Kurz
- Salacia grandifolia (Mart.) G. Don
- Salacia granulata Urb.
- Salacia guianensis (Aubl.) Lemée
- Salacia hainanensis Chun & F.C. How
- Salacia hallei Jongkind
- Salacia hippocrateoides Peyr.
- Salacia hispida Blakelock
- Salacia howesii Hutch. & M.B. Moss
- Salacia impressifolia (Miers) A.C. Sm.
- Salacia induta Rizzini
- Salacia insignis A.C. Sm.
- Salacia jenkinsii Kurz
- Salacia johannis-albrechti Loes. & H.J.P. Winkl.
- Salacia juruana Loes.
- Salacia kanukuensis A.C. Sm.
- Salacia khasiana Purkayastha
- Salacia kivuensis R. Wilczek
- Salacia klainei Pierre ex R. Wilczek
- Salacia korthalsiana Miq.
- Salacia kraussii (Harv.) Harv.
- Salacia krigsneri Lombardi
- Salacia krukovii A.C. Sm.
- Salacia lacunosa (Miers) Peyr.
- Salacia laevigata (Hoffmanns. ex Link) DC.
- Salacia lanceolata (Miers) Miers ex Glaz.
- Salacia latifolia Wall.
- Salacia laurentii De Wild.
- Salacia laxiflora (Benth.) Peyr.
- Salacia lebrunii R. Wilczek
- Salacia lehmbachii Loes.
- Salacia leonardii R. Wilczek
- Salacia leonensis Hutch. & M.B. Moss
- Salacia leptoclada Tul.
- Salacia letestuana Pellegr.
- Salacia letouzeyana N. Hallé
- Salacia linderi Loes.
- Salacia lineolata A.C. Sm.
- Salacia livingstonii Loes.
- Salacia loloensis Loes.
- Salacia lomensis Loes.
- Salacia longifolia Hook. f.
- Salacia longipes (Oliv.) N. Hallé
- Salacia louisii R. Wilczek
- Salacia lovettii N. Hallé & B. Mathew
- Salacia lucida Oliv.
- Salacia lucunosa Peyr.
- Salacia luebbertii Loes.
- Salacia maburensis Mennega
- Salacia macrantha A.C. Sm.
- Salacia macrocarpa Welw. ex Oliv.
- Salacia macrocremastra Lombardi
- Salacia macrophylla Blume
- Salacia macrosperma Wight
- Salacia madagascariensis (Lam.) DC.
- Salacia majumdarii B.D. Naithani
- Salacia malabarica Gamble
- Salacia mamba N. Hallé
- Salacia mannii Oliv.
- Salacia martiana (Miers) Peyr.
- Salacia maudouxii R. Wilczek
- Salacia mauritioides A.C. Sm.
- Salacia mayumbensis Exell & Mendonça
- Salacia megistophylla Standl.
- Salacia membranacea M.A. Lawson
- Salacia mennegana Lombardi
- Salacia meziana Loes.
- Salacia micrantha (Mart.) G. Don
- Salacia miersii Peyr.
- Salacia minutiflora A.C. Sm.
- Salacia miqueliana Loes.
- Salacia mortehanii R. Wilczek
- Salacia mosenii A.C. Sm.
- Salacia mucronata Rusby
- Salacia multiflora (Lam.) DC.
- Salacia myrsinoides J.F. Macbr.
- Salacia ndakala R. Wilczek
- Salacia nectandrifolia A.C. Sm.
- Salacia negrensis Lombardi
- Salacia nemorosa Lombardi
- Salacia neocaledonica Loes.
- Salacia nicobarica
- Salacia nigra Cheek
- Salacia nipensis Britton
- Salacia nitida (Benth.) N.E. Br.
- Salacia oblonga Wall.
- Salacia oblongifolia (Mart.) G. Don
- Salacia obovata Boivin ex Tul.
- Salacia obovatilimba S.Y. Bao
- Salacia obtusifolia Cambess.
- Salacia odorata Lombardi
- Salacia oleoides Baker
- Salacia oliveriana Loes.
- Salacia opacifolia (J.F. Macbr.) A.C. Sm.
- Salacia orientalis N. Robson
- Salacia ovalifolia (Miers) J.F. Macbr.
- Salacia ovalis M.A. Lawson
- Salacia owabiensis Hoyle
- Salacia pachycarpa A.C. Sm.
- Salacia pachyphylla (Miers) Peyr.
- Salacia pallens Pierre
- Salacia pallescens Oliv.
- Salacia panamensis Lombardi
- Salacia paniculata (Mart.) G. Don
- Salacia paradoxa Mennega
- Salacia parviflora (Miers) Peyr.
- Salacia pedunculata A.C. Sm.
- Salacia pengheensis De Wild.
- Salacia petenensis Lundell
- Salacia petiolata A.C. Sm.
- Salacia philippinensis Merr.
- Salacia phuquocensis Tardieu
- Salacia pierlotii R. Wilczek
- Salacia pierrei N. Hallé
- Salacia pittieriana A.C. Sm.
- Salacia platyphylla Kurz
- Salacia podostemma Sandwith
- Salacia polyanthomaniaca Barb. Rodr.
- Salacia polysperma H.H. Hu
- Salacia praecelsa (Miers) Standl.
- Salacia preussii Loes.
- Salacia prinoides (Willd.) DC.
- Salacia pronyensis Guillaumin
- Salacia pruinosa Seem.
- Salacia pynaertii De Wild.
- Salacia pyriformioides Loes.
- Salacia pyriformis (Sabine) Steud.
- Salacia radula (Spreng.) G. Don
- Salacia regeliana J. Braun & K. Schum.
- Salacia rehmannii Schinz
- Salacia reticulata Wight
- Salacia rhodesiaca Blakelock
- Salacia richardii Peyr.
- Salacia riedeliana Peyr.
- Salacia rivularis Louis
- Salacia rotundifolia Rusby
- Salacia roxburghii Wall.
- Salacia rubra M.A. Lawson
- Salacia rugulosa (Miers) Sagot
- Salacia salacioides R.S. Rao & Hemadri
- Salacia scandens (Aubl.) Griseb.
- Salacia schumanniana Loes.
- Salacia schwackeana Loes.
- Salacia semlikiensis De Wild.
- Salacia senaeana Loes.
- Salacia senegalensis (Lam.) DC.
- Salacia serrata Cambess.
- Salacia sessiliflora Hand.-Mazz.
- Salacia simtata Loes.
- Salacia siputa S. Moore
- Salacia solimoesensis A.C. Sm.
- Salacia somalensis Chiov.
- Salacia sororia Miq.
- Salacia spectabilis A.C. Sm.
- Salacia sphaerocarpa Rusby
- Salacia staudtiana Loes.
- Salacia stiputa S. Moore
- Salacia stuhlmanniana Loes.
- Salacia subicterica N. Hallé
- Salacia subscandens Elmer
- Salacia sulphur Loes. & H.J.P. Winkl.
- Salacia sylvestris (Mart.) Steud.
- Salacia talbotii Baker f.
- Salacia tenuicula (Miers) Peyr.
- Salacia tessmanniana Loes.
- Salacia tessmannii Loes.
- Salacia togoica Loes.
- Salacia tortuosa Griff.
- Salacia toussaintii R. Wilczek
- Salacia transvaalensis Burtt Davy
- Salacia trigonocarpa Boivin ex Tul.
- Salacia trinervia (Spreng.) G. Don
- Salacia tshopoensis De Wild.
- Salacia tuberculata Blakelock
- Salacia ulei Loes.
- Salacia undulata (Mart.) Cambess.
- Salacia uregaensis R. Wilczek
- Salacia vahliana Cambess.
- Salacia velutina Cambess.
- Salacia vermoeseniana R. Wilczek
- Salacia vernicosa Lombardi
- Salacia verrucosa Wight
- Salacia villiersii N. Hallé
- Salacia viridiflora Payer
- Salacia viridiramis Lombardi
- Salacia volubilis Loes. & H.J.P. Winkl.
- Salacia wardii Verdc.
- Salacia weberbaueri (A.C. Sm.) J.F. Macbr.
- Salacia wendjiensis R. Wilczek
- Salacia whytei Loes.
- Salacia wrightii Urb.
- Salacia zenkeri Loes.
- Salacia zeyheri Planchon ex Harvey